# Divize C 2020/2021
V soubojích 56. ročníku České divize C 2020/21 se mělo utkat 16 týmů dvoukolovým systémem podzim - jaro. Tento ročník odstartoval v srpnu 2020 úvodními zápasy 1. kola a měl podle původního rozlosování skončit v červnu 2021. Po 8. kole byla soutěž v říjnu 2020 z důvodu pandemie covidu-19 nejprve přerušena a následně i předčasně ukončena. Vítěz pro tento ročník nebyl vyhlášen.

## Nové týmy v sezoně 2020/21
- Z ČFL 2019/20 do Divize C nesestoupilo žádné mužstvo.
- Z krajských přeborů postoupilo mužstvo SK Kosmonosy ze Středočeského přeboru. Zaujalo tak místo SS Ostrá, který se po sezoně 2019/20 přihlásil do I.B třídy Středočeského kraje.

## Kluby podle krajů
- Královéhradecký (3): TJ Dvůr Králové nad Labem, MFK Trutnov, FK Náchod.
- Pardubický (3): SK Vysoké Mýto, FK Letohrad, FC Hlinsko.
- Liberecký (1): TJ Velké Hamry.
- Středočeský (9): FK Čáslav, FC Horky nad Jizerou, SK Sparta Kolín, TJ Sokol Libiš, SK Benátky nad Jizerou, SK Kosmonosy, SK Poříčany, SK Polaban Nymburk, a Sparta Kutná Hora.

## Konečná tabulka soutěže
| Poř. | Tým                       | Z | V | R | P | VG | OG | B  |
| ---- | ------------------------- | - | - | - | - | -- | -- | -- |
| 1.   | SK Sparta Kolín           | 8 | 7 | 1 | 0 | 36 | 7  | 23 |
| 2.   | FK Náchod                 | 8 | 7 | 0 | 1 | 31 | 9  | 21 |
| 3.   | SK Vysoké Mýto            | 8 | 6 | 1 | 1 | 21 | 8  | 19 |
| 4.   | TJ Velké Hamry            | 8 | 6 | 1 | 1 | 19 | 9  | 19 |
| 5.   | SK Kosmonosy              | 8 | 5 | 0 | 3 | 23 | 20 | 15 |
| 6.   | SK Benátky nad Jizerou    | 8 | 4 | 1 | 3 | 23 | 17 | 13 |
| 7.   | SK Poříčany               | 8 | 3 | 2 | 3 | 12 | 10 | 12 |
| 8.   | TJ Dvůr Králové nad Labem | 8 | 3 | 2 | 3 | 16 | 14 | 12 |
| 9.   | FK Čáslav                 | 8 | 2 | 3 | 3 | 15 | 18 | 12 |
| 10.  | FC Hlinsko                | 8 | 3 | 1 | 4 | 7  | 12 | 11 |
| 11.  | MFK Trutnov               | 8 | 2 | 1 | 5 | 12 | 17 | 7  |
| 12.  | FK Letohrad               | 8 | 2 | 1 | 5 | 11 | 17 | 7  |
| 13.  | FC Horky nad Jizerou      | 7 | 1 | 2 | 4 | 13 | 19 | 6  |
| 14.  | SK Sparta Kutná Hora      | 8 | 2 | 0 | 6 | 12 | 37 | 6  |
| 15.  | TJ Sokol Libiš            | 7 | 1 | 0 | 6 | 8  | 22 | 3  |
| 16.  | SK Polaban Nymburk        | 8 | 1 | 0 | 7 | 6  | 29 | 3  |

Poznámky:
- Z = Odehrané zápasy; V = Vítězství; R = Remízy; P = Prohry; VG = Vstřelené góly; OG = Obdržené góly; B = Body

|  | Postup do ČFL                           |
|  | Sestup do příslušného krajského přeboru |

- Tým SK Polaban Nymburk bude pokračovat v Přebor Středočeského kraje[4].